# Thibaut Hamonou
Pas d'image ? Cliquez ici

a Compétitions nationales et continentales officielles uniquement.

b Matchs officiels uniquement.
Dernière mise à jour le 22 juillet 2025.
Thibaut Hamonou, né le 10 mars 2000 à Seclin (Nord), est un joueur français de rugby à XV jouant aux postes de troisième ligne aile et troisième ligne centre à la Section paloise jusqu’au terme de la saison 2024-2025.
Il remporte le Championnat du monde junior en 2019 avec l'équipe de France des moins de 20 ans.

## Biographie

### Jeunesse et formation
Thibaut Hamonou est né à Seclin, dans la banlieue de Lille. Il débute la pratique du rugby à XV en 2009 avec Cahors Rugby. En 2013, il rejoint l'US Montauban où il reste trois saisons avant de rejoindre en 2016, le Stade toulousain et d'intégrer en 2017 le centre de formation du club.
En 2019, il signe son premier contrat pro avec Toulouse jusqu'en juin 2022. Cependant, quelque temps après, il voit sa carrière basculer à la suite d'une grave blessure. Victime d'une fracture du plateau tibial avec des lésions aux ligaments croisés, au cartilage et au ménisque, il doit subir une lourde opération et une longue rééducation. Remis de sa blessure, il est ensuite champion de France espoirs en 2021,.

### Carrière en club
Pour la saison saison 2021-2022, Thibaut Hamonou est prêté à la Section paloise en Top 14. Il fait ses débuts professionnels en octobre 2021 au stade Ernest-Wallon contre le Stade toulousain, club avec lequel il est sous contrat. En parallèle, il participe avec l'équipe de rugby à sept de la Section paloise aux étapes de La Rochelle, Aix-en-Provence et Toulouse, ainsi qu'à la finale de la saison 2021 du Supersevens, qui se déroule à l’U Arena,. À l'issue de sa saison de prêt, il choisit de s'engager définitivement avec la Section paloise jusqu'en 2025. Au cours de cette saison, il dispute six matchs en Top 14 et trois en Challenge européen.
Lors de la saison 2022-2023, Hamonou rejoint définitivement les rangs de la Section paloise, jouant quatre matchs en championnat et quatre matchs en Challenge Cup. Il prend également part à toutes les étapes du Supersevens de la saison 2023, où son équipe termine à la deuxième place en finale.
Pour la saison 2023-2024, il joue onze matchs en Top 14, marquant un essai et totalisant 420 minutes de jeu. Il participe également à quatre matchs en Challenge Cup, inscrivant aussi un essai, en 232 minutes.
Malgré la concurrence en troisième ligne de joueurs comme Beka Gorgadze et Luke Whitelock durant ses trois premières saisons en Béarn, Hamonou parvient à se libérer au début de la saison 2024-2025, produisant des performances encourageantes. Par exemple, son match est remarquée lors de la victoire à domicile contre Castres, et Émilien Gailleton, élu homme de la rencontre, affirme que le mérite aurait dû revenir à Hamonou.
Après quatre saisons et 43 matchs disputés, il quitte la Section paloise à l'issue de la saison 2024-2025.

### Carrière internationale
Thibaut Hamonou est sélectionné avec l'équipe de France des moins de 20 ans le Championnat du monde des moins de 20 ans en 2019. Il est titulaire en deuxième ligne lors du premier match de la compétition face aux Fidji, puis entre en jeu lors du deuxième contre le pays de Galles avant de retrouver sa place dans le XV de départ face à l'Argentine, cette fois au poste de troisième ligne centre. Il est ensuite titularisé pour la demi-finale face à l'Afrique du Sud, remportée 20 à 7,. En finale, contre l'Australie, il est reconduit en tant que titulaire en troisième ligne en compagnie de Matthias Haddad et Jordan Joseph. Les Français l'emportent d'un point, sur le score de 23 à 24 et sont ainsi champions du monde. La même année, il a participé au Tournoi des Six Nations des moins de 20 ans avec les Bleuets.

## Palmarès

### En club
- Vainqueur du Championnat de France espoirs en 2021 avec le Stade toulousain.

### En équipe nationale
- Vainqueur du Championnat du monde junior en 2019